# Ersilio Tonini
Ersilio Tonini (Centovera di San Giorgio Piacentino, 20 juli 1914 – Ravenna, 28 juli 2013) was een Italiaans geestelijke en kardinaal van de Rooms-Katholieke Kerk.
Tonini bezocht het seminarie van Piacenza, waar hij bevriend raakte met de latere kardinaal-staatssecretaris Agostino Casaroli, die een paar maanden eerder met zijn studie aldaar was begonnen. Hij werd op 18 april 1937 tot priester gewijd. Hij behaalde graden in de theologie en het canoniek recht aan de Pauselijke Lateraanse Universiteit in Rome. Hij ging vervolgens doceren (Grieks, Latijn en Italiaans) aan het seminarie van Piacenza, waarvan hij uiteindelijk achtereenvolgens vice-rector en rector werd. Hij was de hoofdredacteur van het bisdommelijke weekblad.
Tonini werd op 28 april 1969 benoemd tot bisschop van Macerata-Tolentino. Zijn bisschopswijding vond plaats op 2 juni 1969. Op 22 november 1975 werd hij benoemd tot aartsbisschop van het bisdom Ravenna en Cervia, dat in 1986 de naam Ravenna-Cervia kreeg.
Tonini ging in 1990 met emeritaat. In 1991 verzorgde hij de vastenmeditaties voor paus Johannes Paulus II en leden van de Romeinse Curie. In Italië was hij inmiddels uitgegroeid tot een bekende tv-persoonlijkheid door de korte preken die hij voor de RAI verzorgde.
Tijdens het consistorie van 26 november 1994 werd Tonini kardinaal gecreëerd, met de rang van kardinaal-priester. De Santissimo Redentore a Valmelaina werd zijn titelkerk. Zijn benoeming tot kardinaal moet gezien worden als een teken van waardering. Vanwege zijn hoge leeftijd was hij niet stemgerechtigd op de conclaven van 2005 en 2013. Enkele maanden na laatstgenoemd conclaaf overleed hij, kort na zijn 99e verjaardag.
- Bibliothèque nationale de France: cb15013232z (data)
- Gemeinsame Normdatei: 1027136397
- International Standard Name Identifier: 0000 0001 1759 6304
- Library of Congress Control Number: n95038727
- Istituto Centrale per il Catalogo Unico: RAVV005944
- Système universitaire de documentation: 079713459
- Virtual International Authority File: 41085543
- WorldCat: E39PBJdmkhVkwPfyH4Vbqg8cT3